# Сат Ноу (Ботошани)
Сат Ноу (рум. Sat Nou) насеље је у Румунији у округу Ботошани у општини Савени. Oпштина се налази на надморској висини од 95 m.

## Становништво
Према подацима из 2002. године у насељу је живело 150 становника, од којих су сви румунске националности.